# Jeffrén Suárez Bermúdez
Jeffrén Isaac Suárez Bermúdez, (Ciudad Bolívar, Veneçuela, 20 de gener de 1988), és un futbolista professional espanyol, d'origen veneçolà, que juga com a davanter i d'extrem, actualment al club Chiangmai United.
Després de formar part del primer equip del Futbol Club Barcelona, l'estiu del 2011 va fitxar per l'Sporting Clube de Portugal.

## Trajectòria
Malgrat néixer a Veneçuela, Jeffrén emigrà amb un any junt a la seva família cap a Tenerife (Illes Canàries), on es crià i donà els seus primers passos futbolístics en les categories inferiors del CD Tenerife.
L'any 2004 és incorporat al Juvenil A del FC Barcelona, on seguiria la seva formació futbolística, arribant a debutar amb el primer equip del FC Barcelona l'any 2007 en un partit de Copa del Rei.
Guanyà la Tercera divisió de la lliga espanyola de futbol la temporada 2007-08, on disputà 26 partits, marcant 6 gols, durant la fase regular i disputant 4 partits durant els play-off d'ascens. La seva bona actuació li serví per ser convocat pel tècnic Josep Guardiola per realitzar la pretemporada 2008-09 amb el primer equip, on jugà 6 partits i anotà 2 gols.
Disputà la temporada 2008-09 amb el Barcelona Atlètic, si bé també debutà a Primera Divisió amb el FC Barcelona el 17 de maig de 2009 contra el RCD Mallorca a l'ONO Estadi de Palma.
La pretemporada 2009-10 tornà a realitzar la pretemporada amb el primer equip, si bé seguí jugant la temporada a les files del Barcelona Atlètic, això no obstant, aquesta temporada participà més habitualment amb el primer equip, guanyant la Supercopa d'Espanya, debutant a la Champions League el 29 de setembre de 2009 al Camp Nou enfront del Dinamo de Kyiv i disputant i guanyant la final del Mundial de Clubs enfront Estudiantes de la Plata.
El 10 de febrer del 2009 va signar el seu primer contracte professional amb el FC Barcelona, que el lligava fins al 2012 amb una clàusula de rescissió serà de 10 milions d'euros. Tot i això, no el va complir íntegrament, ja que el Barça el va vendre l'estiu del 2011 a l'Sporting Clube de Portugal per 3.750.000 €, més 200.000 € en variables i un 20% de la plusvàlua d'una possible venda. El Barça es va reservar una opció de recompra per 8 milions al cap d'un any i de 12 al cap de dos.
El juny de 2011 formà part de la selecció espanyola de futbol Sub-21 que va guanyar el Campionat d'Europa de futbol sub-21 de 2011, celebrat a Dinamarca.

## Palmarès

### Campionats estatals
| Títol                     | Club                 | País      | Any  |
| ------------------------- | -------------------- | --------- | ---- |
| Tercera Divisió d'Espanya | FC Barcelona Atlètic | Catalunya | 2008 |
| Primera Divisió espanyola | FC Barcelona         | Catalunya | 2009 |
| Supercopa d'Espanya       | FC Barcelona         | Catalunya | 2009 |
| Primera Divisió espanyola | FC Barcelona         | Catalunya | 2010 |
| Supercopa d'Espanya       | FC Barcelona         | Catalunya | 2010 |
| Primera Divisió espanyola | FC Barcelona         | Catalunya | 2011 |

### Campionats internacionals
| Títol            | Equip        | Any  |
| ---------------- | ------------ | ---- |
| Europeu Sub-19   | Espanya      | 2006 |
| Mundial de Clubs | FC Barcelona | 2009 |

### Campionats amistosos
| Títol               | Club         | País      | Any  |
| ------------------- | ------------ | --------- | ---- |
| Torneig Joan Gamper | FC Barcelona | Catalunya | 2008 |

## Clubs i estadístiques
| Club                    | Temporada               | Lliga | Lliga | Copa Nac. | Copa Nac. | Cop Inter. | Cop Inter. | Altres | Altres | Total | Total |
| Club                    | Temporada               | Part. | Gols  | Part.     | Gols      | Part.      | Gols       | Part.  | Gols   | Part. | Gols  |
| ----------------------- | ----------------------- | ----- | ----- | --------- | --------- | ---------- | ---------- | ------ | ------ | ----- | ----- |
| Barça Atlètic           | 2006/07                 | 32    | 3     | -         | -         | -          | -          | -      | -      | 32    | 3     |
| Barça Atlètic           | 2007/08                 | 30    | 6     | -         | -         | -          | -          | -      | -      | 30    | 6     |
| Barça Atlètic           | 2008/09                 | 20    | 5     | -         | -         | -          | -          | -      | -      | 20    | 5     |
| Barça Atlètic           | Total                   | 82    | 14    | -         | -         | -          | -          | -      | -      | 82    | 14    |
| FC Barcelona            | 2006/07                 | 0     | 0     | 1         | 0         | 0          | 0          | -      | -      | 1     | 0     |
| FC Barcelona            | 2007/08                 | 0     | 0     | 0         | 0         | 0          | 0          | -      | -      | 0     | 0     |
| FC Barcelona            | 2008/09                 | 2     | 0     | 0         | 0         | 0          | 0          | -      | -      | 2     | 0     |
| FC Barcelona            | 2009/10                 | 12    | 2     | 2         | 0         | 2          | 0          | 2      | 0      | 18    | 2     |
| FC Barcelona            | 2010/11                 | 8     | 1     | 3         | 0         | 0          | 0          | 0      | 0      | 13    | 1     |
| FC Barcelona            | Total                   | 23    | 3     | 6         | 0         | 4          | 0          | 2      | 0      | 35    | 3     |
| Total a la seva carrera | Total a la seva carrera | 105   | 17    | 6         | 0         | 4          | 0          | 2      | 0      | 117   | 17    |